# كازوهيكو هاسيغاوا
كازوهيكو هاسيغاوا (باليابانية: 長谷川和彦؛ بالكانا: はせがわ かずひこ) هو منتج أفلام وكاتب سيناريو ومخرج ياباني، ولد في 5 يناير 1946 في Kamo District, Hiroshima ‏ في اليابان.

## وصلات خارجية
- كازوهيكو هاسيغاوا على موقع IMDb (الإنجليزية)
- كازوهيكو هاسيغاوا على موقع روتن توميتوز (الإنجليزية)
- كازوهيكو هاسيغاوا على موقع ألو سيني (الفرنسية)
- كازوهيكو هاسيغاوا على موقع قاعدة بيانات الفيلم (الإنجليزية)
- كازوهيكو هاسيغاوا على موقع كينوبويسك (الروسية)